# Пем Остін
Пем Остін (англ. Pam Austin; нар. 12 березня 1950) — колишня американська тенісистка.
Найвищим досягненням на турнірах Великого шолома було 2 коло в одиночному розряді.

## Виступи в одиночному розряді на турнірах Великого шлему
| W | Ф | ПФ | ЧФ | #Р | КТ | К# | DNQ | A | NH |

| Турнір                                 | 1968 | 1969 | 1970 | 1971 | 1972 |
| -------------------------------------- | ---- | ---- | ---- | ---- | ---- |
| Відкритий чемпіонат Австралії з тенісу |      |      |      |      |      |
| Відкритий чемпіонат Франції з тенісу   |      |      | 1р   | 2р   | К3р  |
| Вімблдонський турнір                   |      |      |      |      |      |
| Відкритий чемпіонат США з тенісу       | 1р   | 1р   | 1р   | 2р   | 1р   |